# 蒼矢朋季
蒼矢 朋季（そうや ともき）は元宝塚歌劇団月組男役。身長169cm。千葉県市川市出身。県立国分高校出身。愛称は「とも」。

## 来歴
2008年4月、宝塚音楽学校入学、96期生。
2010年4月、第96期生として宝塚歌劇団に入団。入団時の成績は29番。月組公演『スカーレット・ピンパーネル』で初舞台。その後月組に配属。
同期には夢華あみ、咲妃みゆ、蘭舞ゆう、紫藤りゅう、和希そららがいる。
2017年10月8日、『All for One～ダルタニアンと太陽王～』の東京公演を最後に宝塚歌劇団を退団。

## 宝塚時代の主な舞台出演

### 初舞台公演
- 2010年4月 - 7月、『スカーレット・ピンパーネル』

### 月組配属後
- 2010年9月 - 11月、『ジプシー男爵／Rhapsodic Moon（ラプソディック・ムーン）』
- 2011年3月 - 5月、『バラの国の王子／ONE』
- 2011年7月 - 10月、『アルジェの男／Dance Romanesque（ダンス ロマネスク）』
- 2011年11月 - 12月、バウホール公演・日本青年館公演『アリスの恋人』
- 2012年2月 - 4月、『エドワード8世／Misty Station』新人公演：アレグサンダー・ハーディング（本役：輝月ゆうま）
- 2012年6月 - 9月、『ロミオとジュリエット』
- 2013年1月 - 3月、『ベルサイユのばら －オスカルとアンドレ編ー』新人公演：衛兵隊士
- 2013年5月、バウホール公演『月雲の皇子 －衣通姫伝説より－』
- 2013年7月 - 10月、『ルパン －ARSÈNE LUPIN－／Fantastic Energy!』
- 2013年12月、天王洲銀河劇場公演『月雲の皇子 －衣通姫伝説より－』
- 2014年1月、『New Wave！－月－』（バウホール）
- 2014年3月 - 6月、『宝塚をどり／明日への指針－センチュリー号の航海日誌－ 新人公演：ウィリー三等航海士（本役：紫門ゆりや）／TAKARAZUKA 花詩集100!! 新人公演：第9場／蘭の男A（本役：鳳月杏）、第11場A～12場A／蘭の男A（本役：紫門ゆりや）、第12場B／蘭の男A（本役：紫門ゆりや）
- 2014年7月 - 8月、博多座公演『宝塚をどり／明日への指針－センチュリー号の航海日誌－／TAKARAZUKA 花詩集100!!』
- 2014年9月 - 12月、『PUCK（パック）／CRYSTAL TAKARAZUKA－イメージの結晶－』新人公演：スナッグ（本役：煌月爽矢）
- 2015年1月 - 2月、バウホール公演・日本青年館公演『Bandito（バンディート）－義賊 サルヴァトーレ・ジュリアーノ－』
- 2015年9月、バウホール公演『A－EN（エイエン） ARI VERSION』トム
- 2015年11月 - 2016年2月、『舞音－MANON－／GOLDEN JAZZ』水の精霊、新人公演：レイモン・ベルナー（本役：千海華蘭）
- 2016年3月 - 4月、全国ツアー公演『激情－ホセとカルメン－／Apasionado(アパショナード)!!Ⅲ』
- 2016年6月 - 9月、『NOBUNAGA＜信長＞－下天の夢－／Forever LOVE!!』ルイス・フロイス、新人公演：佐久間信盛（本役：綾月せり）
- 2016年10月 - 11月、文京シビックホール・シアタードラマシティ『アーサー王伝説』アレミラ
- 2017年1月 - 3月、『グランドホテル／カルーセル輪舞曲（ロンド）』ベル・キャプテン（本役：響れおな）
- 2017年5月、博多座公演『長崎しぐれ坂／カルーセル輪舞曲（ロンド）』鈴木
- 2017年7月 - 10月、『All for One～ダルタニアンと太陽王～』＊退団公演